# VDI nachrichten
VDI nachrichten ist eine Wochenzeitung, die über Entwicklungen in Technik und Technologie sowie den dazugehörigen Rahmenbedingungen in Wirtschaft und Gesellschaft berichtet. Sie erscheint (ursprünglich als VDI-Nachrichten) mit Unterbrechungen seit 1921.

## Erscheinungsweise
Die Wochenzeitung erscheint freitags alle zwei Wochen. Sie ist im Abonnement erhältlich. VDI-Mitglieder erhalten VDI nachrichten im Rahmen ihrer VDI-Mitgliedschaft. Seit Ende 2014 erscheint die Zeitung im Tabloid-Format, nachdem sie zuvor im Nordischen Format erschienen war. Die VDI nachrichten kann sowohl in gedruckter als auch in elektronischer Fassung bezogen werden.
Im Januar 2022 wurde auf „digital first“ umgestellt. Seit diesem Zeitpunkt werden täglich mehrere Beiträge zuerst auf vdi-nachrichten.com kostenpflichtig hinter einer Paywall veröffentlicht. Zusätzlich werden jeden Dienstag VDI-Mitglieder und Abonnenten per Mail über die wichtigsten Neuheiten der Woche informiert.

## Redaktion
VDI nachrichten wird vom VDI Verlag publiziert, der eine hundertprozentige Tochter der VDI GmbH ist. Chefredakteur der Zeitung und gleichzeitig Geschäftsführer des Verlags ist Ken Fouhy.

## Inhalt
Die Zeitung gliedert sich in vier redaktionelle Themenbereiche:
- Technik & Gesellschaft
- Technik & Wirtschaft
- Technik & Finanzen
- Management & Karriere (einschließlich Stellenmarkt mit Schwerpunkt Ingenieurberufe)

Jeweils zweimal jährlich werden die Magazine „Ingenieur Karriere“ und „MBA for Engineers“ der Zeitung beigelegt.
Mit den VDI nachrichten Recruiting-Tagen bietet die VDI Verlag GmbH darüber hinaus Karrieremessen für Ingenieure an.

## Auflage
VDI nachrichten hat seine Auflage in den vergangenen Jahren ungefähr halten können. Die verkaufte Auflage ist in den vergangenen 10 Jahren um durchschnittlich 3,1 % pro Jahr gesunken. Im vergangenen Jahr hat sie um 4,1 % abgenommen. Die verkaufte Auflage beträgt 112.400 Exemplare, ein Minus von 28,2 Prozent seit 1998. Der Anteil der Abonnements an der verkauften Auflage liegt bei 99,2 Prozent. Die Wochenzeitung erreichte 2017 geschätzte 365.000 Leser, vom Berufseinsteiger bis zur technischen Fach- und Führungskraft.
| 1998   | 1999   | 2000   | 2001   | 2002   | 2003   | 2004   | 2005   | 2006   | 2007   | 2008   | 2009   | 2010   | 2011   | 2012   | 2013   | 2014   | 2015   | 2016   | 2017   | 2018   | 2019   | 2020   | 2021   | 2022   | 2023   | 2024   |
| ------ | ------ | ------ | ------ | ------ | ------ | ------ | ------ | ------ | ------ | ------ | ------ | ------ | ------ | ------ | ------ | ------ | ------ | ------ | ------ | ------ | ------ | ------ | ------ | ------ | ------ | ------ |
| 156628 | 158226 | 157069 | 156159 | 154457 | 150775 | 146998 | 148923 | 151629 | 151787 | 153532 | 154903 | 155945 | 156770 | 158632 | 159348 | 160134 | 159570 | 158505 | 152346 | 145488 | 140139 | 133429 | 127913 | 126632 | 121386 | 116388 |

## Geschichte
Die erste Ausgabe der VDI-Nachrichten wurde als Nr. 41a am 5. Oktober 1921 veröffentlicht. Sie war die Mittwochs-Ausgabe der Zeitschrift des Vereines deutscher Ingenieure und diente dem Verband Technisch-Wissenschaftlicher Vereine als Organ. 1930 wurde die Wochenschrift der Deutschen Gesellschaft für Bauwesen Teil der VDI-Nachrichten. Nach der Machtergreifung der Nationalsozialisten wurde die Zeitschrift 1934 in RTA-Nachrichten umbenannt. 1935 folgte die Umbenennung in Rundschau Technischer Arbeit. Ab Juni 1935 erschien die monatliche Beilage Der Jungingenieur zur politisch-weltanschaulichen Unterrichtung des technischen Nachwuchses. Ende 1937 wurde die Zeitung, da sie üblicherweise finanzielle Erträge abwarf, alleiniges Organ des NSBDT. Von 1938 bis 1945 erschien die Zeitung unter dem Titel Rundschau Deutscher Technik. Im Jahr 1942 wurde ihr Erscheinungsrhythmus auf monatlich umgestellt.
Nach dem Zweiten Weltkrieg wurde 1947 die Zeitung zunächst als Mitteilungsblatt des Vereines Deutscher Ingenieure in der britischen Zone veröffentlicht, bevor sie 1948 wieder unter dem Namen VDI-Nachrichten erschien. 1949 wurde wieder das Berliner Format eingeführt. 1984 wurden die VDI nachrichten um ein monatlich erscheinendes VDI nachrichten magazin ergänzt. Seit 1997 ist VDI nachrichten im World Wide Web vertreten. Im Januar 2001 wurde der Vierfarbdruck eingeführt. Seit 2003 erscheint in unregelmäßigen Abständen die Beilage Ingenieur-Karriere. Darin aufgegangen ist die Beilage MBA for engineers, die halbjährlich von 2007 bis 2017 veröffentlicht wurde. Seit 2005 gibt es die VDI nachrichten auch in elektronischer Form. Ende September 2005 ging das neue Ressort „Technik & Finanzen“ an den Start. Am 1. April 2011 veröffentlichten die VDI nachrichten einen ersten Beitrag zu Industrie 4.0. Im Dezember 2014 wurde das Format der VDI nachrichten vom Nordischen Format in das Tabloidformat geändert, zunächst ungeheftet und seit September 2016 geheftet. Mit dieser äußerlichen Umstellung ging eine inhaltliche Veränderung einher, indem in jeder Ausgabe ein Schwerpunktthema intensiver behandelt wird. Am neuen Erscheinungsbild war der Zeitungsdesigner Norbert Küpper maßgeblich beteiligt.